# Ферульник лісовий
Ферульник лісовий (Ferulago sylvatica) — вид трав'янистих рослин родини окружкові (Apiaceae), поширений у південно-східній Європі й Туреччині.

## Опис
Багаторічна рослина 50–100 см заввишки. Стебло округле, вгорі з небагатьма мутовчато розташованими гілками. Прикореневі листки ланцетно-яйцеподібні, 2–7 см ушир, 3–4 рази перисторозсічені, часточки їх короткі, лінійні, остисті загострені. Зонтики з 9–16 променями; обгортки з багатьох ланцетових листочків, обгорточки з 3–7 ланцетних на краю вузько плівчастих листочків. Плоди еліптичні, 7–14 мм завдовжки і 6 мм завширшки.

## Поширення
Європа: Італія, Хорватія, Боснія й Герцеговина, Албанія, Македонія, Чорногорія, Сербія, Угорщина, Греція, Болгарія, Румунія, Молдова, Україна; Азія: Туреччина.
В Україні зростає в дубових і грабових лісах, на галявинах і узліссях. Зростає групами — в Закарпатті (м. Виноградів), рідко; в західному й правобережному Лісостепу. Входить до переліків видів, які перебувають під загрозою зникнення на територіях Львівської й Тернопільської областей.